# Пятый канал (Кыргызстан)
ЗАО «Пятый канал» Кыргызстан — образован 16 декабря 2006 года.

## История
Ранее, в 1996 году, 10 октября была образована телекомпания КООРТ, которая являлась одной из независимых ТВ, позже новым владельцем КООРТ ТВ стал старший сын первого президента Киргизской Республики Айдар Акаев. После свержения власти Акаева посредством тюльпановой революции (24 марта, 2005 года), телекомпания КООРТ прекратила своё вещание 12 февраля 2007 года. Вместо него, в том же диапазоне появился новый телеканал под названием Пятый канал, который от других телеканалов отличился насыщенным режимом вещания на всю страну, оперативными новостями информационного и аналитического содержания. В декабре 2017 г. руководство канала и часть коллектива уволились. В мае 2018 г. Фонд управления государственным имуществом при Правительстве Кыргызской Республики (ФУГИ) назначил на должность генерального директора Эрниса Кыязова. В августе 2018 г. канал возобновил вещание в новом формате, изменились логотип и корпоративные цвета канала.
В 2023 году телеканалы "Пирамида" и "Пятый канал" были ликвидированы, сообщил на заседании Комитета Жогорку Кенеша по экономической и фискальной политике заместитель министра культуры и информации Чынгыз Эсенгул уулу.

## Владелец
С 2010 года 100 % акций ЗАО «Пятый канал» перешли в ведение Фонда управления государственным имуществом. С мая 2018 по январь 2021 года генеральным директором ЗАО «Пятый канал» был Эрнис Кыязов. С 2021 года генеральным директором является Рахат Сулайманов.

## Население
По данным статистического комитета Киргизской Республики за 8 августа 2007 года, среди опроса населения, из кыргызскых телеканалов вещающих на всю страну, Пятый канал смотрят 10 % населения, Национальную телерадиокомпанию «КТР» смотрят 37 %.

## «Пятый в эфире»
Пятый канал вещает круглосуточно на всю страну, 100 % эфирного времени принадлежит каналу и его продукции. Пятый канал выходит в эфир на русском и кыргызском языках.